# Freiburger Alpen
De Freiburger Alpen, of Waadtländer und Freiburger Voralpen (Frans: Préalpes Vaudoises et Fribourgeoises) maakt deel uit van de Zwitserse uitlopers van de Alpen. Ze bevinden zich in Franstalig Zwitserland in de kantons Fribourg, Bern en Vaud. De hoogste top is Le Tarent (2.547 m) in Vaud. De Vanil Noir (2.389 m) is het hoogste punt van het kanton Fribourg.
De Fribourgse Alpen of Freiburger Alpen grenzen aan de Emmentaler Alpen in het noordoosten en de Berner Alpen in het zuidoosten en behoort tot de westelijke Alpen.

## Hoogste toppen
- Le Tarent – 2.548 m
- Gummfluh – 2.458 m
- Vanil Noir – 2.389 m
- Pic Chaussy – 2.351 m
- Tour d'Aï – 2.332 m
- Dent de Ruth – 2.236 m
- Rochers de Naye – 2.045 m
- Moléson - 2.002 m
- Vanil des Artses – 1.991 m
- Cape au Moine – 1.941 m
- Dent de Jaman – 1.875 m
- Monts Chevreuils – 1.749 m
- La Berra – 1.719 m